# Hartmut Weber
Hartmut Weber (ur. 17 października 1960 w Kamen) – niemiecki lekkoatleta specjalizujący się w długich biegach sprinterskich, mistrz Europy z Aten (1982) w biegu na 400 metrów.

## Sukcesy sportowe
- pięciokrotny medalista mistrzostw Republiki Federalnej Niemiec w biegu na 400 m: dwukrotnie złoty (1981, 1983) i trzykrotnie srebrny (1980, 1982, 1984)[1]
- pięciokrotny medalista halowych mistrzostw Republiki Federalnej Niemiec w biegu na 400 m: trzykrotnie złoty (1981, 1983, 1984), srebrny (1978) i brązowy (1987)[2]

| Rok  | Miasto    | Zawody                      | Konkurencja                      | Wynik                    |
| ---- | --------- | --------------------------- | -------------------------------- | ------------------------ |
| 1979 | Bydgoszcz | mistrzostwa Europy juniorów | bieg na 400 m sztafeta 4 x 400 m | złoty medal              |
| 1982 | Ateny     | mistrzostwa Europy          | bieg na 400 m sztafeta 4 x 400 m | złoty medal              |
| 1983 | Helsinki  | mistrzostwa świata          | bieg na 400 m sztafeta 4 x 400 m | 5. miejsce srebrny medal |

## Rekordy życiowe
| Dystans              | Wynik | Miasto i data           |
| -------------------- | ----- | ----------------------- |
| bieg na 200 m        | 20,75 | Arnsberg 13/07/1982     |
| bieg na 200 m (hala) | 21.21 | Dortmund 12/02/1982     |
| bieg na 300 m        | 32,45 | Bratysława 04/06/1982   |
| bieg na 300 m (hala) | 33,47 | Karlsruhe 31/01/1986    |
| bieg na 400 m        | 44,72 | Ateny 09/09/1982        |
| bieg na 400 m (hala) | 45,96 | Sindelfingen 07/02/1981 |
| bieg na 400 m ppł    | 49,10 | Dortmund 15/05/1982     |